# Transports en commun de Privas
T'CAP est le nom du réseau de transport en commun de la ville de Privas et de son agglomération, dans le département de l'Ardèche.

## Présentation
T'CAP est un réseau de transport public lancé en septembre 2018 et géré par la Communauté d'agglomération Privas Centre Ardèche. L'offre comprend un réseau urbain de 7 lignes urbaines et interurbaines (lignes A à G), 2 lignes régulières (LR01 et LR02), 2 lignes complémentaires (LR03 et LR04), des circuits de transport scolaire et un service de transport à la demande qui dessert 42 communes de l'agglomération.

## Histoire
Mis en service le 3 septembre 2018, le réseau T'Cap permet à Privas de ne plus être une des dernières préfectures de France sans réseau de transport urbain.
Trois nouvelles lignes sont créées le 2 septembre 2021.
Quatre lignes régulières sont alors en fonctionnement.

## Les lignes
Le réseau est composé de 7 lignes urbaines, 2 lignes régulières, 2 lignes complémentaires ainsi que 22 lignes scolaires.

### Lignes urbaines
Ce sont 4 lignes (A, B, C et D) qui circulent tous les jours, sauf dimanche et jours fériés, avec une fréquence moyenne comprise entre 30 et 60 minutes. En 2021, le réseau TCAP intègre 3 nouvelles lignes (E, F et G) qui circulent du lundi au vendredi sauf jours fériés avec 5 allers/retours par jour de service pour les lignes E et F et 2 allers/retours pour la ligne G.
| Ligne | Caractéristiques | Caractéristiques       | Caractéristiques       | Caractéristiques       | Caractéristiques       | Caractéristiques                           | Caractéristiques                         | Caractéristiques       | Caractéristiques       |
| A     | Ligne A | Ligne A                | Ligne A                | Ligne A                | Ligne A                | Ligne A                                    | Ligne A                                  | Ligne A                | Ligne A                |
| A     | La Chaumette ⥋ Collège | La Chaumette ⥋ Collège | La Chaumette ⥋ Collège | La Chaumette ⥋ Collège | La Chaumette ⥋ Collège | La Chaumette ⥋ Collège                     | La Chaumette ⥋ Collège                   | La Chaumette ⥋ Collège | La Chaumette ⥋ Collège |
| ----- | --- | ---------------------- | ---------------------- | ---------------------- | ---------------------- | ------------------------------------------ | ---------------------------------------- | ---------------------- | ---------------------- |
| A     | Ouverture / Fermeture 3 septembre 2018 / — | Longueur —             | Durée 28 min           | Nb. d’arrêts 22        | Matériel —             | Jours de fonctionnement L, Ma, Me, J, V, S | Jour / Soir / Nuit / Fêtes O / — / N / — | Voy. / an —            | Dépôt —                |
| A     | Desserte : Privas - Principaux arrêts : La Chaumette • Cours du Palais • Europe Unie • Lancelot • Théâtre • Besignoles • Route des Mines • Pastouriaux • Bd de Paste • ZI Sud • Av Seguin/Bd du Vivarais • Collège                                                                           |                        |                        |                        |                        |                                            |                                          |                        |                        |
| A     | Autre : |                        |                        |                        |                        |                                            |                                          |                        |                        |
| A     | Dernière actualisation : — |                        |                        |                        |                        |                                            |                                          |                        |                        |
| B     | Ligne B | Ligne B                | Ligne B                | Ligne B                | Ligne B                | Ligne B                                    | Ligne B                                  | Ligne B                | Ligne B                |
| B     | Chomérac La Gare <> Triolet Déviation ⥋ Privas Cours du Palais |                        |                        |                        |                        |                                            |                                          |                        |                        |
| B     | Ouverture / Fermeture 3 septembre 2018 / — | Longueur —             | Durée 25 min           | Nb. d’arrêts 17        | Matériel —             | Jours de fonctionnement L, Ma, Me, J, V, S | Jour / Soir / Nuit / Fêtes O / — / N / — | Voy. / an —            | Dépôt —                |
| B     | Desserte : Chomérac, Saint-Lager-Bressac, Alissas et Privas. - Principaux arrêts : Chomérac La Gare • Chomérac Triolet Déviation • Chomérac Rose • Alissas Centre • Alissas Centre Commercial • Privas ZI Sud • Privas Lycée • Privas Lancelot • Privas Europe Unie • Privas Cours du Palais |                        |                        |                        |                        |                                            |                                          |                        |                        |
| B     | Autre : |                        |                        |                        |                        |                                            |                                          |                        |                        |
| B     | Dernière actualisation : — |                        |                        |                        |                        |                                            |                                          |                        |                        |
| C     | Ligne C | Ligne C                | Ligne C                | Ligne C                | Ligne C                | Ligne C                                    | Ligne C                                  | Ligne C                | Ligne C                |
| C     | Veyras Beal ⥋ Privas Cours du Palais |                        |                        |                        |                        |                                            |                                          |                        |                        |
| C     | Ouverture / Fermeture 3 septembre 2018 / — | Longueur —             | Durée 26 min           | Nb. d’arrêts 16        | Matériel —             | Jours de fonctionnement L, Ma, Me, J, V, S | Jour / Soir / Nuit / Fêtes O / — / N / — | Voy. / an —            | Dépôt —                |
| C     | Desserte : Veyras et Privas - Principaux arrêts : Veyras Beal • Veyras Village • Veyras Le Ruissol • Privas Montoulon • Privas Roger Planchon Ecole • Privas Cours du Palais |                        |                        |                        |                        |                                            |                                          |                        |                        |
| C     | Autre : |                        |                        |                        |                        |                                            |                                          |                        |                        |
| C     | Dernière actualisation : — |                        |                        |                        |                        |                                            |                                          |                        |                        |
| D     | Ligne D | Ligne D                | Ligne D                | Ligne D                | Ligne D                | Ligne D                                    | Ligne D                                  | Ligne D                | Ligne D                |
| D     | Saint-Priest (Ardèche) Mairie ⥋ Privas Cours du Palais |                        |                        |                        |                        |                                            |                                          |                        |                        |
| D     | Ouverture / Fermeture 3 septembre 2018 / — | Longueur —             | Durée 20 min           | Nb. d’arrêts 15        | Matériel —             | Jours de fonctionnement L, Ma, Me, J, V, S | Jour / Soir / Nuit / Fêtes O / — / N / — | Voy. / an —            | Dépôt —                |
| D     | Desserte : Saint-Priest (Ardèche) et Privas - Principaux arrêts : Saint Priest Mairie • Saint Priest Les Mines • Privas Hôpital • Privas Montoulon • Privas Recollets • Privas Champs de Mars • Privas Cours du Palais                                                                       |                        |                        |                        |                        |                                            |                                          |                        |                        |
| D     | Autre : |                        |                        |                        |                        |                                            |                                          |                        |                        |
| D     | Dernière actualisation : — |                        |                        |                        |                        |                                            |                                          |                        |                        |
| E     | Ligne E | Ligne E                | Ligne E                | Ligne E                | Ligne E                | Ligne E                                    | Ligne E                                  | Ligne E                | Ligne E                |
| E     | Coux (Ardèche) Place Onclaire ⥋ Privas Collège Ventadour |                        |                        |                        |                        |                                            |                                          |                        |                        |
| E     | Ouverture / Fermeture 2 septembre 2021 / — | Longueur —             | Durée 10 min           | Nb. d’arrêts 3         | Matériel —             | Jours de fonctionnement L, Ma, Me, J, V    | Jour / Soir / Nuit / Fêtes O / — / N / — | Voy. / an —            | Dépôt —                |
| E     | Desserte : Coux (Ardèche) et Privas - Principaux arrêts : Collège Ventadour • Coux Centre • Coux Place Onclaire |                        |                        |                        |                        |                                            |                                          |                        |                        |
| E     | Autre : |                        |                        |                        |                        |                                            |                                          |                        |                        |
| E     | Dernière actualisation : — |                        |                        |                        |                        |                                            |                                          |                        |                        |
| F     | Ligne F | Ligne F                | Ligne F                | Ligne F                | Ligne F                | Ligne F                                    | Ligne F                                  | Ligne F                | Ligne F                |
| F     | Hôpital ⥋ Cours du Palais |                        |                        |                        |                        |                                            |                                          |                        |                        |
| F     | Ouverture / Fermeture 2 septembre 2021 / — | Longueur —             | Durée 15 min           | Nb. d’arrêts 6         | Matériel —             | Jours de fonctionnement L, Ma, Me, J, V    | Jour / Soir / Nuit / Fêtes O / — / N / — | Voy. / an —            | Dépôt —                |
| F     | Desserte : Privas - Principaux arrêts : Privas Hôpital • Privas Montoulon • Privas Ehpad Le Montoulon • Privas Recollets • Privas Champs de Mars • Privas Cours du Palais |                        |                        |                        |                        |                                            |                                          |                        |                        |
| F     | Autre : |                        |                        |                        |                        |                                            |                                          |                        |                        |
| F     | Dernière actualisation : — |                        |                        |                        |                        |                                            |                                          |                        |                        |
| G     | Ligne G | Ligne G                | Ligne G                | Ligne G                | Ligne G                | Ligne G                                    | Ligne G                                  | Ligne G                | Ligne G                |
| G     | Lyas Moulin à Vent ⥋ Privas Collège Ventadour |                        |                        |                        |                        |                                            |                                          |                        |                        |
| G     | Ouverture / Fermeture 2 septembre 2021 / — | Longueur —             | Durée 40 min           | Nb. d’arrêts 20        | Matériel —             | Jours de fonctionnement L, Ma, Me, J, V    | Jour / Soir / Nuit / Fêtes O / — / N / — | Voy. / an —            | Dépôt —                |
| G     | Desserte : Lyas, Coux (Ardèche) et Privas - Principaux arrêts : Lyas Moulin à Vent • Lyas Le Roure • Coux Chassagne • Lyas Petit Tournon • Privas Champs de Mars • Privas Cours du Palais • Privas ZI Sud • Privas Av. Marc Seguin • Privas Pôle Emploi • Privas Collège Ventadour           |                        |                        |                        |                        |                                            |                                          |                        |                        |
| G     | Autre : |                        |                        |                        |                        |                                            |                                          |                        |                        |
| G     | Dernière actualisation : — |                        |                        |                        |                        |                                            |                                          |                        |                        |

### Lignes régulières
La ligne 1 fonctionne tous les jours sauf dimanche et jours fériés avec une fréquence de 3 à 4 passages par jour en semaine et 2 passages par jour le samedi. La ligne 2 fonctionne du lundi au vendredi avec une fréquence de 8 allers par jour à destination de Privas et 8 retours par jour à destination du Pouzin, de La Voulte-sur-Rhône, de Beauchastel et de Saint-Laurent-du-Pape.
| Ligne | Caractéristiques | Caractéristiques                                          | Caractéristiques                                          | Caractéristiques                                          | Caractéristiques                                          | Caractéristiques                                          | Caractéristiques                                          | Caractéristiques                                          | Caractéristiques                                          |
| LR01  | Ligne 01 | Ligne 01                                                  | Ligne 01                                                  | Ligne 01                                                  | Ligne 01                                                  | Ligne 01                                                  | Ligne 01                                                  | Ligne 01                                                  | Ligne 01                                                  |
| LR01  | Saint-Sauveur-de-Montagut Centre ⥋ Privas Cours du Palais | Saint-Sauveur-de-Montagut Centre ⥋ Privas Cours du Palais | Saint-Sauveur-de-Montagut Centre ⥋ Privas Cours du Palais | Saint-Sauveur-de-Montagut Centre ⥋ Privas Cours du Palais | Saint-Sauveur-de-Montagut Centre ⥋ Privas Cours du Palais | Saint-Sauveur-de-Montagut Centre ⥋ Privas Cours du Palais | Saint-Sauveur-de-Montagut Centre ⥋ Privas Cours du Palais | Saint-Sauveur-de-Montagut Centre ⥋ Privas Cours du Palais | Saint-Sauveur-de-Montagut Centre ⥋ Privas Cours du Palais |
| ----- | --- | --------------------------------------------------------- | --------------------------------------------------------- | --------------------------------------------------------- | --------------------------------------------------------- | --------------------------------------------------------- | --------------------------------------------------------- | --------------------------------------------------------- | --------------------------------------------------------- |
| LR01  | Ouverture / Fermeture 3 septembre 2018 / — | Longueur —                                                | Durée 35 min                                              | Nb. d’arrêts 19                                           | Matériel —                                                | Jours de fonctionnement L, Ma, Me, J, V, S                | Jour / Soir / Nuit / Fêtes O / — / N / —                  | Voy. / an —                                               | Dépôt —                                                   |
| LR01  | Desserte : Saint-Sauveur-de-Montagut, Les Ollières-sur-Eyrieux, Saint-Vincent-de-Durfort, Pranles, Lyas, Coux (Ardèche) et Privas - Principaux arrêts : Saint Sauveur de Montagut Centre • Les Ollières St Andéol • Saint Vincent de Durfort Chambourlas • Pranles Pont de Boyon • Lyas Moulin à Vent • Coux Haut Chassagne • Privas Champs de Mars • Privas Cours du Palais                                |                                                           |                                                           |                                                           |                                                           |                                                           |                                                           |                                                           |                                                           |
| LR01  | Autre : |                                                           |                                                           |                                                           |                                                           |                                                           |                                                           |                                                           |                                                           |
| LR01  | Dernière actualisation : — |                                                           |                                                           |                                                           |                                                           |                                                           |                                                           |                                                           |                                                           |
| LR02  | Ligne 02 | Ligne 02                                                  | Ligne 02                                                  | Ligne 02                                                  | Ligne 02                                                  | Ligne 02                                                  | Ligne 02                                                  | Ligne 02                                                  | Ligne 02                                                  |
| LR02  | Beauchastel Les Ramières ⥋ Privas Lycée |                                                           |                                                           |                                                           |                                                           |                                                           |                                                           |                                                           |                                                           |
| LR02  | Ouverture / Fermeture 3 septembre 2018 / — | Longueur —                                                | Durée 22 min                                              | Nb. d’arrêts 19                                           | Matériel —                                                | Jours de fonctionnement L, Ma, Me, J, V                   | Jour / Soir / Nuit / Fêtes O / — / N / —                  | Voy. / an —                                               | Dépôt —                                                   |
| LR02  | Desserte : Beauchastel, Saint-Laurent-du-Pape, La Voulte-sur-Rhône, Le Pouzin, Rompon, Saint-Julien-en-Saint-Alban, Flaviac, Coux, Privas, Alissas et Chomérac - Principaux arrêts : Beauchastel Centre • Saint Laurent Du Pape Centre • La Voulte Mairie • Le Pouzin Temple • Rompon Fonds du Pouzin • St Julien en St Alban Centre • Flaviac Centre • Coux Centre • Privas Cours du Palais • Privas Lycée |                                                           |                                                           |                                                           |                                                           |                                                           |                                                           |                                                           |                                                           |
| LR02  | Autre : |                                                           |                                                           |                                                           |                                                           |                                                           |                                                           |                                                           |                                                           |
| LR02  | Dernière actualisation : — |                                                           |                                                           |                                                           |                                                           |                                                           |                                                           |                                                           |                                                           |

### Lignes complémentaires
Les lignes 3 et 4 fonctionnent du lundi au vendredi seulement en période scolaire avec une fréquence de 3 allers et 3 retours pour la ligne 3, 7 allers et 7 retours pour la ligne 4.
| Ligne | Caractéristiques | Caractéristiques                  | Caractéristiques                  | Caractéristiques                  | Caractéristiques                  | Caractéristiques                        | Caractéristiques                         | Caractéristiques                  | Caractéristiques                  |
| LR03  | Ligne 03 | Ligne 03                          | Ligne 03                          | Ligne 03                          | Ligne 03                          | Ligne 03                                | Ligne 03                                 | Ligne 03                          | Ligne 03                          |
| LR03  | Flaviac Blanc ⥋ Le Pouzin Collège | Flaviac Blanc ⥋ Le Pouzin Collège | Flaviac Blanc ⥋ Le Pouzin Collège | Flaviac Blanc ⥋ Le Pouzin Collège | Flaviac Blanc ⥋ Le Pouzin Collège | Flaviac Blanc ⥋ Le Pouzin Collège       | Flaviac Blanc ⥋ Le Pouzin Collège        | Flaviac Blanc ⥋ Le Pouzin Collège | Flaviac Blanc ⥋ Le Pouzin Collège |
| ----- | --- | --------------------------------- | --------------------------------- | --------------------------------- | --------------------------------- | --------------------------------------- | ---------------------------------------- | --------------------------------- | --------------------------------- |
| LR03  | Ouverture / Fermeture 3 septembre 2018 / — | Longueur —                        | Durée 25 min                      | Nb. d’arrêts 11                   | Matériel —                        | Jours de fonctionnement L, Ma, Me, J, V | Jour / Soir / Nuit / Fêtes O / — / N / — | Voy. / an —                       | Dépôt —                           |
| LR03  | Desserte : Flaviac, Saint-Julien-en-Saint-Alban, Rompon et Le Pouzin. - Principaux arrêts : Flaviac Blanc • Flaviac Centre • Saint Julien en Saint Alban Centre • Rompon Fonts du Pouzin • Le Pouzin Collège |                                   |                                   |                                   |                                   |                                         |                                          |                                   |                                   |
| LR03  | Autre : |                                   |                                   |                                   |                                   |                                         |                                          |                                   |                                   |
| LR03  | Dernière actualisation : — |                                   |                                   |                                   |                                   |                                         |                                          |                                   |                                   |
| LR04  | Ligne 04 | Ligne 04                          | Ligne 04                          | Ligne 04                          | Ligne 04                          | Ligne 04                                | Ligne 04                                 | Ligne 04                          | Ligne 04                          |
| LR04  | Privas Cours du Palais ⥋ Le Pouzin Place Leclerc |                                   |                                   |                                   |                                   |                                         |                                          |                                   |                                   |
| LR04  | Ouverture / Fermeture 3 septembre 2018 / — | Longueur —                        | Durée 25 min                      | Nb. d’arrêts 16 à 18              | Matériel —                        | Jours de fonctionnement L, Ma, Me, J, V | Jour / Soir / Nuit / Fêtes O / — / N / — | Voy. / an —                       | Dépôt —                           |
| LR04  | Desserte : Privas, Alissas, Chomérac et Le Pouzin - Principaux arrêts : Privas Cours du Palais • Privas avenue de Chomérac • Alissas Déviation • Chomérac Rose • Chomérac Triolet Déviation • Chomérac La Grangeasse • Le Pouzin La Payre • Le Pouzin Place Leclerc |                                   |                                   |                                   |                                   |                                         |                                          |                                   |                                   |
| LR04  | Autre : |                                   |                                   |                                   |                                   |                                         |                                          |                                   |                                   |
| LR04  | Dernière actualisation : —1 départ de Saint Julien en Saint Alban à destination de Beauchastel le matin en passant par Flaviac, Coux, Privas, Alissas, Chomérac, Le Pouzin, La Voulte Collège et Beauchastel et 1 départ de Beauchastel à destination de La Voulte Collège le matin via Saint Julien en Saint Alban. Dans l'après-midi, 4 retours de la Voulte Collège à Privas Cours du Palais. |                                   |                                   |                                   |                                   |                                         |                                          |                                   |                                   |